# Joan Capdevila i Esteve
Pour les articles homonymes, voir Capdevila.
Joan Capdevila i Esteve, né le 12 juillet 1965, est un homme politique espagnol membre de la Gauche républicaine de Catalogne (ERC).
Il est élu député de la circonscription de Barcelone lors des élections générales de décembre 2015.

## Biographie

### Vie privée
Il est marié et père d'un fils et une fille.

### Profession
Joan Capdevila i Esteve possède une licence vétérinaire et un master obtenu par l'Université autonome de Barcelone.

### Activités politiques
Le 20 décembre 2015, il est élu député pour Barcelone au Congrès des députés et réélu en 2016.